# Dambach, Birkenfeld
Dambach là một đô thị ở huyện Birkenfeld, bang Rheinland-Pfalz, nước Đức. Đô thị Dambach, Birkenfeld có diện tích 2,98 km².